# 坎波斯迪茹利乌
坎波斯迪茹利乌是巴西马托格罗索州的一个市镇。总面积6804.577平方公里，总人口4770人，人口密度0.7人/平方公里。